# Skała (powiat jaworski)
Skała (niem. Skohl) – wieś w Polsce położona w województwie dolnośląskim, w powiecie jaworskim, w gminie Wądroże Wielkie, nad rzeką Wierzbiak.

## Podział administracyjny
W latach 1975–1998 miejscowość należała administracyjnie do województwa legnickiego.

## Nazwa
W kronice łacińskiej Liber fundationis episcopatus Vratislaviensis (pol. Księga uposażeń biskupstwa wrocławskiego) spisanej za czasów biskupa Henryka z Wierzbna w latach 1295–1305 miejscowość wymieniona jest w zlatynizowanej formie Scala.

## Zabytki
Do wojewódzkiego rejestru zabytków wpisany jest obiekt:
- dom nr 3, z roku 1852